# Ufficio per gli affari civici e amministrativi
L'Ufficio per gli affari civici e amministrativi è l'ufficio che regola l'autonomia amministrativa, patrimoniale e finanziaria della Regione amministrativa speciale di Macao e sorse al posto del Consiglio di Macao e del Consiglio delle Isole, aboliti a partire dal 1º gennaio 2002. Questo ufficio è subordinato alla Segreteria per l'amministrazione e la giustizia.

## Storia
Dopo con la riunificazione con la Cina nel 1999, vennero creati degli organi amministrativi speciali per continuare il quotidiano lavoro. Per questo venne creata la Camera municipale di Macao provvisoria (Câmara Municipal de Macau Provisória; 臨時澳門市政執行委員會), la Camera municipale delle isole provvisoria (Câmara Municipal das Ilhas Provisória; 臨時海島市政執行委員會) e l'Assemblea municipale di Macao provvisoria (Assembleia Municipal Provisória; 臨時市政議會) al posto dei precedenti corrispettivi.
Il 31 dicembre 2001 tutti gli uffici provvisori vennero sciolti e a partire dal 1 gennaio 2002 l'attuale Ufficio per gli affari civici e amministrativi assimilò tutte le loro funzioni.
Il simbolo utilizzato nel logo dell'ufficio utilizza il carattere cinese  "民" che significa civile.

## Divisione storica
Durante la dominazione portoghese, ogni consiglio era amministrato da una camera municipale e supervisionato da un'assemblea municipale.
Il territorio di Macao si vedeva quindi diviso in:
|  | Consiglio di Macao Concelho de Macau 澳門市     | Questa divisione amministrativa abbracciava tutta la penisola di Macao. Era anche conosciuta come la Città del (Santo) Nome di Dio di Macao. |
|  | Consiglio delle Isole Concelho das Ilhas 海島市 | Questa divisione amministrativa comprendeva le isole di Taipa e di Coloane.                                                                  |